# Industria Macchine Elettroniche
L'Industria Macchine Elettroniche (abbreviata IME) è stata una società informatica italiana, nata originariamente come filiale di Montedison.

## Storia

### Origini
Fondata nel 1959 da Massimo Rinaldi come Transimatic, apparteneva al gruppo Edison, viene rinominata tra il 1963 e il 1964 e aveva sede in una zona industriale vicino Pomezia, costruita con i fondi della Cassa del Mezzogiorno.
Nel 1964 la società mise in produzione una delle prime calcolatrici elettroniche a transistor del mondo, l'IME 84, progettata da Rinaldi stesso, che poteva eseguire le quattro operazioni di base a 16 cifre, oltre all'elevamento alla potenza, e utilizzava transistor al germanio e memorie a nuclei magnetici. Nel 1967 venne messa in commercio l'IME 26, pensata per applicazioni commerciali, che supporta solo 12 cifre. Nel frattempo venne prodotta anche l'IME 86, pensata come unità centrale per un sistema multicomponente, in cui si potevano collegare varie periferiche, come tastiere remote, stampanti, moduli di visualizzazione automatica e Digicoder, in grado di programmarla.

### L'addio di Rinaldi
Verso la fine degli anni '60 si abbandonarono i transistor in favore dei più economici circuiti integrati, con modelli come l'IME 120, IME 121 e IME 122, che risultano più piccoli aventi la medesima logica dei modelli più vecchi. Proprio nel 1969 Rinaldi lascia l'azienda, fondando poi l'INSEL S.p.A, e viene costituita la Montedison, che unisce tutte le sue aziende elettroniche, tra cui anche la LABEN, in un'unica azienda denominata Montedel.
Nel 1971 viene messa in vendita l'IME 514, macchina da tavolo scrivente, con una stampante invece dei tubi Nixie usati sino ad allora. A partire dal 1973 iniziano a vender calcolatrici, a tubi fluorescenti o scriventi, costruiti con chip di aziende straniere come AMI o Texas Instruments. Verso la metà degli anni '70 cominciano a vendere calcolatrici giapponesi, come modelli della Busicom, oltre a calcolatrici da tasca, sempre nipponiche.
Dal 1973 hanno anche preso parte al mercato delle macchine contabili, dei veri e propri calcolatori a basso costo pensati per il commercio, come l'IME 10001, l'IME 10003 del 1975 e l'IME 5000, con il lettore di dischetti di otto pollici.

### La fine
Alla fine del 1977 la Montedison mise l'IME in liquidazione, chiudendo la sua rete commerciale, e dopo una vertenza sindacale viene venduta, l'anno dopo, a Mds Italia, che assume la maggior parte dei suoi dipendenti, mentre una minoranza viene spostata in altre aziende del gruppo Montedison.
L'azienda doveva essere salvata grazie a fondi statali, che però non arrivarono, e quindi la maggior parte dei lavoratori restò in cassa-integrazione, mentre gli altri si occupavano delle importazioni dal Giappone. Nel 1980 venne acquistata dalla società pisana Elit-Micromegas, che dedicò il marchio IME alla produzione di software di scrittura per computer elettronici.

## Prodotti
- Calcolatrici
  - IME 84 (1964)
    - IME 84 m
    - IME 84 RC

  - IME 26 (1967)
  - IME 86 (1967)
    - IME 86S

  - IME 120 (1969)
  - IME 121 (1969)
  - IME 122 (1969)
  - IME 514 (1971)
  - IME 141 (1973)
    - IME 141P
    - IME 144P

  - IME 120P (metà anni '70)
  - IME 131P (metà anni '70)
  - IME 401 (metà anni '70)
  - IME 41 (metà anni '70)
  - serie IME (metà anni '70)
- Calcolatori
  - IME 10001 (1973)
  - IME 10003 (1975)
  - IME 10005 (1975)